# Бурлюк, Николай Давидович
Николай Давидович Бурлюк (22 апреля [4 мая] 1890 или 4 мая 1890, Котельва, Харьковская губерния — 27 декабря 1920, Херсон, Николаевская губерния) — русский поэт и прозаик. Брат Давида, Владимира и Людмилы Бурлюков.

## Биография
Родился в семье управляющего имением, агронома; его братья Давид и Владимир, а также сестра Людмила — видные деятели русского футуризма. Окончил Херсонскую мужскую гимназию, а в 1914 — Петербургский университет (физико-математический факультет, историко-филологическое отделение).
Вместе с братьями и сестрой (в отличие от них, никогда не выступавший как художник) активно печатался в изданиях кубофутуристов («Студия импрессионистов», «Садок судей», «Пощёчина общественному вкусу»). Однако его поэтика по сути далека от нарочито «грубой», урбанистической и словотворческой (анти)эстетики Давида Бурлюка, Кручёных, Маяковского; для него характерны импрессионистическая образность, показ «сновидений», мифологические образы, установка на музыкальность, в этом он ближе из футуристов к Елене Гуро. Как и Гуро, он писал лирическую прозу («Глухонемая», «Артемида без собак», «Сбежавшие музы» и др.). Автор теоретических статей («Поэтические начала», «Supplementum к поэтическому контрапункту»)
Член литературой группы «Гилея» (1910). Автор ряда статей, формулирующих основные принципы футуристической литературы («Поэтические начала»).
Проявлял интерес к акмеизму, принимал участие в заседаниях «Цеха поэтов», приятельствовал с Николаем Гумилёвым, в 1914 году отказался подписать манифест футуристов «Идите к чорту», где в оскорбительных выражениях характеризуются акмеисты.
В следующем году последний раз печатался (в альманахе «Весеннее контрагентство муз», 1915) и навсегда пропал с литературного горизонта: в 1916 мобилизован в действующую армию, после окончания школы прапорщиков (1917) — на Румынском фронте, затем служил в разных армиях эпохи Гражданской войны на Украине, в зависимости от того, под чью мобилизацию попадал.
В 1919—1920 скрывался от всякой мобилизации; в декабре 1920 года в Херсоне явился на учёт в РККА как бывший офицер, но был арестован и «тройкой» 6-й армии приговорён 25 декабря 1920 года к расстрелу в превентивных целях, «желая скорее очистить РСФСР от лиц подозрительных, кои в любой момент своё оружие могут поднять для свержения власти рабочих и крестьян». 27 декабря 1920 г. приговор приведён в исполнение.
Обстоятельства гибели Николая Бурлюка долгое время оставались неизвестными и опубликованы только в 2001 году. Эмигрировавший в США Давид Бурлюк знал о расстреле брата, но, вероятно, скрывал этот факт из опасности повредить престижу своей семьи в СССР.